# Harriet Metcalf
Pour les articles homonymes, voir Metcalf.
Harriet Metcalf est une rameuse américaine née le 25 mars 1958.

## Biographie
Harriet Morris Metcalf naît à Providence, Rhode Island, en 1958. Elle fait des études universitaires de musique et d'anglais au Mount Holyoke College dont elle est diplômée en 1981. Elle poursuit ses études à l'université Harvard et obtient un master en gestion des risques.

## Médailles
Aux Jeux olympiques d'été de 1984 à Los Angeles, Carol Bower remporte la médaille d'or en huit. Elle remporte également une médaille d'argent lors des Championnats du monde d'aviron 1987.